# Гартман, Владимир Паулинович
Владимир Паулинович Гартман (1883, Петергоф — 28 сентября 1937, Ленинград) — советский юрист, правозащитник, коллекционер.

## Биография
Родился в семье военного чиновника в чине титулярного советника. Его дедом был обедневший немецкий дворянин из Варшавы. После окончания юридического факультета Петербургского университета работал помощником присяжного поверенного. 
В 1919—1920 годах служил в РККА письмоводителем. После подписания мирного договора с Польшей в 1921 году в течение года работал юрисконсультом в представительстве польского Красного Креста, занимался репатриацией военнопленных поляков и гражданских лиц, оказавшихся после войны на советской территории, одно время возглавлял в Петрограде это представительство, которое тогда выполняло функции польского консульства.
Затем был консультантом Бюро обслуживания писателей Литературного фонда. Как юрисконсульт «Книжной лавки писателей» при бюро обслуживания Ленинградского отдела Литфонда и большой книголюб, он был тесно связан с широким кругом интеллигенции. По воспоминаниям М. Ф. Косинского, его квартира «походила на маленький музей»; помимо картин и гравюр, он владел превосходной библиотекой.
С 1930 года заведовал ленинградским отделением Политического Красного Креста, оказывал правозащитную помощь при политических репрессиях. Ленинградское отделение Политического Красного Креста до своей смерти в 1925 году возглавлял М. В. Новорусский. Затем его возглавил С. П. Швецов, а после его смерти в 1930 году — Гартман. Ленинградское отделение ПКК действовало до 1937 года, когда был арестован и расстрелян В. П. Гартман.
Был арестован 15 августа 1937 года. Его заставили признать себя виновным в том, что ещё в 1920 году он якобы был вовлечен в шпионскую группу ПОВ (Польская военная организация), и он готовил кадры из бывших польских военнопленных для вредительства на предприятиях оборонной промышленности в случае войны с Польшей. 23 сентября 1937 года Комиссией НКВД и Прокурора СССР был  приговорен по статье 58-6-11 УК РСФСР к расстрелу. Был расстрелян 28 сентября 1937 года.